# Nổi dậy Quỳnh Lưu, Nghệ An
Vụ nổi dậy Quỳnh Lưu là một vụ bạo động có quy mô xảy ra khi những người nông dân theo đạo Thiên Chúa giáo tại huyện Quỳnh Lưu, tỉnh Nghệ An, Việt Nam tổ chức chống lại chính quyền Việt Nam Dân chủ Cộng hòa và đã bị Quân đội nhân dân Việt Nam của chính phủ Việt Nam Dân chủ Cộng hòa dập tắt. Sự kiện này diễn ra vào khoảng từ ngày 2 đến ngày 14 tháng 11 năm 1956.

## Hoàn cảnh

### Cải cách ruộng đất tại miền Bắc Việt Nam 1953 - 1956
Việt Nam Dân chủ Cộng hòa bắt đầu thực hiện chương trình Cải cách ruộng đất tại miền Bắc Việt Nam từ năm 1953 đến năm 1956 dưới sự lãnh đạo của Hồ Chí Minh cùng các quan chức khác của Đảng Cộng sản Việt Nam thông qua các cố vấn Trung Quốc với mục đích là nhằm xoa dịu đói nghèo của nông dân và phá vỡ quyền lực của tầng lớp địa chủ truyền thống, tuy nhiên cuộc cải cách ruộng đất đi kèm với sự bạo lực thái quá dẫn đến sự oán hận của tầng lớp địa chủ với Đảng Cộng sản Việt Nam. Tại khu vực Quỳnh Lưu, Nghệ An, người Thiên Chúa giáo địa phương phản đối cải cách ruộng đất vì đất của Giáo hội sẽ bị thu hồi và các cải cách khác do chính phủ Việt Nam Dân chủ Cộng hòa thực hiện.

### Hoạt động của Hoa Kỳ
Theo Hiệp định Genève, 1954, trong đó Việt Nam Dân chủ Cộng hòa đã ký với Pháp, Việt Nam tạm thời được chia thành 2 miền với miền bắc Việt Nam theo chế độ Xã hội Chủ nghĩa và miền nam Việt Nam do Pháp quản lý. Sẽ có khoảng thời gian 300 ngày, kết thúc vào ngày 18 tháng 5 năm 1955, nơi mọi người có thể di chuyển tự do giữa 1 trong 2 miền Việt Nam trước khi khu phi quân sự vĩ tuyến 17 được niêm phong.
Năm 1954, đội bán quân sự của Mỹ do Edward Lansdale, người của CIA và đã làm cố vấn cho Pháp tại Việt Nam từ 1953, chỉ huy đã thực hiện các hoạt động tuyên truyền tâm lý chiến để kêu gọi và vận động dân chúng miền Bắc di cư vào Nam. Theo tác giả Peter Hansen, những áp phích và khẩu hiệu mà nhóm của Lansdale đặt ra – "Chúa đã vào miền Nam" và "Đức Mẹ đồng trinh đã rời miền Bắc" – có ảnh hưởng quyết định đến tư duy của những thường dân Công giáo Việt Nam. Vùng Quỳnh Lưu (Nghệ An) là vùng tập trung đông dân Thiên Chúa giáo nên các hoạt động tình báo - tuyên truyền của Hoa Kỳ diễn ra rất mạnh.
Vào cuối năm 1954 đến đầu năm 1955, cùng với việc chống tuyên truyền của Pháp và Mỹ, Việt Minh đã tìm cách ngăn chặn những người di cư rời khỏi miền bắc. Khi các nhân viên quân sự Mỹ và Pháp chỉ có mặt ở các căn cứ không quân và bến cảng, chính quyền Việt Nam Dân chủ Cộng hòa đã cố gắng ngăn cản thông qua sự hiện diện quân sự trong vùng nội địa để ngăn chặn dòng người di cư.

## Diễn biến
Năm 1955, Cơ quan Tình báo tối mật của Quốc gia Việt Nam có nhiệm vụ chỉ huy và điều khiển những "Điệp vụ miền Bắc" với nhiệm vụ phá rối chính trị, tổ chức và phát động những phong trào chống đối chính quyền Việt Nam Dân chủ Cộng hòa. Đạo diễn chính vụ việc người dân Quỳnh Lưu, tỉnh Nghệ An nổi dậy chống chính quyền vào năm 1956 là một thí dụ điển hình chp công tác và nhiệm vụ của cơ quan này. Tài liệu của Việt Nam Cộng hòa (hậu thân của Quốc gia Việt Nam) sau này đã tiết lộ:
"Vào năm 1955, tại làng Phú Cam, trong khu vườn rộng nhà ông Nguyễn Văn Đông - tỉnh trưởng tỉnh Quảng Trị, ông Nguyễn Văn Đông đã cất một ngôi nhà tranh cho một người bạn thân trú ngụ... Nhỏ người, dáng dấp thư sinh, nói giọng khó nghe, xuất phát từ Nghệ An, Hà Tĩnh... chính là ông Phan Quan Đông, người chỉ huy một cơ quan Tình báo tối mật của Quốc gia, với những điệp vụ phía Bắc vĩ tuyến 17...
Được sự hỗ trợ về tài chính và liên lạc của các thế lực tình báo bên ngoài, tháng 10 năm 1956, những cha xứ tại các tỉnh Bắc Trung bộ đã huy động hàng chục nghìn giáo dân Thiên Chúa giáo từ Quảng Bình, Hà Tĩnh, Thanh Hóa kéo vào tụ tập ở nhà thờ Quỳnh Yên, gây ảnh hưởng đến trật tự trị an và sản xuất. Nghiêm trọng hơn, đoàn người này đã tấn công quân đội, bắt giữ tổ công tác của trung đoàn 269 Quân khu 4, giam họ trong nhà thờ Quỳnh Yên. Chính quyền đã cố gắng đàm phán, vận động nhưng đoàn người vẫn không chịu trả tự do cho tổ công tác.
Trước tình hình nghiêm trọng, Bộ Tổng tư lệnh ra lệnh cho sư đoàn 324 đang ở Thanh Hóa hành quân cấp tốc vào Quỳnh Lưu cùng với lực lượng địa phương của Quân khu 4 xử lý vụ việc.
Sau một tuần vận động, được tin báo là đoàn biểu tình dự định thủ tiêu đội công tác, Bộ Tổng tham mưu ra lệnh phải tập kích giải thoát tổ công tác. Trong đêm đó, trung đoàn 93 bố trí 3 tiểu đoàn thành 3 mũi tấn công. 3 giờ sáng, pháo hiệu tấn công phát lên, các tổ súng máy cả 3 hướng quanh nhà thờ Quỳnh Yên đồng loạt bắn chỉ thiên để uy hiếp, đồng thời lực lượng xung kích nhanh chóng đột nhập thẳng vào nơi giam giữ, giải thoát được tổ công tác. Trung đoàn 93 bắt giữ một số người lãnh đạo đoàn biểu tình. Số giáo dân thì được vận động quay trở về quê.